# واين ماسون
واين ماسون (بالإنجليزية: Wayne Mason)‏ هو موسيقي نيوزلندي، ولد في 1949.